# Anna Sophie von Reventlow
Anna Sophie von Reventlow (Clausholm, 16 april 1693 - aldaar, 7 januari 1743) was van 1721 tot 1730 koningin van Denemarken-Noorwegen.

## Levensloop
Anna Sophie was de dochter van graaf Conrad von Reventlow, die eveneens kanselier van Denemarken was, en diens tweede echtgenote Sophia Amalie von Hahn. Ze was een halfzus van generaal Christian Detlev von Reventlow.
In 1711 leerde ze tijdens een gemaskerd bal koning Frederik IV van Denemarken kennen. Ze werden verliefd op elkaar en in 1712 ontvoerde de koning haar naar Skanderborg, waar ze een morganatisch huwelijk sloten. Voortaan voerde Anna de titel van hertogin van Sleeswijk. Enkele dagen na het overlijden van Frederiks echtgenote Louise van Mecklenburg, traden Frederik en Anna Sophie op 4 april 1721 formeel in het huwelijk, waarna ze tot koningin van Denemarken werd gekroond. Reventlow was de eerste en tot nu toe enige Deense koningin die uit een niet-vorstelijke familie stamde.
Het huwelijk leidde tot een breuk in de koninklijke familie. Kroonprins Christiaan verafschuwde zijn stiefmoeder diep en Frederiks broer Karel en zus Sophia verlieten Kopenhagen. De familie van Anna Sophie verwierf een grote politieke invloed. Na het overlijden van Frederik IV in 1730 werden Anna Sophie en haar familie uit Kopenhagen verdreven, waarna Anna Sophie terugkeerde naar de landgoederen van haar familie in Clausholm in de buurt van de stad Randers in Jutland. Het was daar dat zij in januari 1743 op 49-jarige leeftijd stierf.

## Nakomelingen
Anna Sophie en Frederik IV kregen drie kinderen:
- Christiana Amalia (1723-1724)
- Frederik Christiaan (1726-1727)
- Karel (1728-1729)

- Bibsys: 90885965
- Gemeinsame Normdatei: 130031151
- International Standard Name Identifier: 0000 0003 9866 0332
- Library of Congress Control Number: nb2002051942
- Virtual International Authority File: 265131061
- WorldCat: E39PBJrCgGV88MtrqxJPc4gqcP